# Psychoda occulta
Psychoda occulta är en tvåvingeart som beskrevs av Quate 1967. Psychoda occulta ingår i släktet Psychoda och familjen fjärilsmyggor. Inga underarter finns listade i Catalogue of Life.